# われら青春!
『われら青春!』（われらせいしゅん）は、中村雅俊主演の太陽学園ラグビー部を舞台とした青春学園ドラマ。製作は東宝。制作協力にテアトル・プロ。日本テレビ系で毎週日曜日に放送されてきた、『青春とはなんだ』に始まる東宝、テアトル・プロ、日本テレビ製作の青春学園シリーズの最終作。この作品が中村雅俊の初主演作である。

## 解説
この作品は、前作『飛び出せ!青春』と同じ太陽学園を舞台とした続編的な手法で製作された。前作より卒業できずに2年留年した生徒・山本大作（保積ぺぺ）、ラーメン屋の店主、名和（名古屋章）、その店で働く真樹（青木英美）、杉田校長（有島一郎）に江川教頭（穂積隆信）、教頭の腰ぎんちゃく的存在の塚本先生（柳生博）、寮のまかない担当の梅子（菅井きん）といった面々が前作から引き続いての出演となっており、第14話には、河野（村野武範）と卒業生達が登場する（ただし、谷岡役だった谷岡行二は第7話に、太陽学園の別の生徒・里見役で登場したこともあり、第14話には登場していない）。他、神野役の千葉裕は前作の第33話・第40話に「田村登」という別生徒の役で登場している。
取り扱うスポーツは、『青春とはなんだ』以降の青春学園シリーズの恒例（ラグビーとサッカーをできるだけ交互に取り上げる）にのっとり、前作のサッカーからラグビーとなっている。よって山本大作は、『飛び出せ!青春』時のサッカー部のユニフォームを着てラグビー部の設立に参加している。これにラグビーの名門校・星山学院の部員だった神野吾郎（千葉裕）を中心とする男子生徒と、ボス的存在の白川梨絵（大原福美）を中心とした女生徒たちが絡み合って物語が展開していく。
11話から22話まで、原悦子も生徒役で出演している。ただし17話のみ出演していない。当時の芸名は、「広橋すみれ」である。OPに名前がクレジットされているのは、19話と20話のみ。21話、22話の最終回の2本は、原悦子がメインの話になる予定だった。これは原悦子本人が脚本家の鎌田敏夫から、直接聞いている。しかし、1974年10月スタートのTVドラマ「純愛山河　愛と誠」の撮影と重なってしまい、実現しなかった。
いずみたくシンガーズの歌う主題歌『帰らざる日のために』は60万枚を売り上げ、同曲からは「涙は心の汗だ!」の名フレーズも生まれた。また主演した中村の歌う挿入歌『ふれあい』はオリコンチャート10週連続第1位を記録し、ミリオンセラーとなった。しかし視聴率的には伸び悩み、7月に入って発売された『ふれあい』の大ヒットも番組継続のための原動力となることはなく、放映開始から半年で終了することとなった。

## 放送データ
- 放送期間：1974年（昭和49年）4月7日 - 9月29日
- 放送時間：毎週日曜日20:00 - 20:55
- 放送回数：全22話
- カラー作品

## ストーリー
大学の先輩でもある河野武の後任として私立高校である太陽学園へ赴任となった沖田俊。そして2年前の河野と同様に、学年じゅうの落ちこぼれの集まりで、「ガラクタ」の異名を持つ3年D組のクラス担任を任される。成績を理由に部活動を禁止された男子生徒らの為にとラグビー部を設置する沖田だが・・

## 出演者

### 太陽学園高校　教職員
- 沖田俊：中村雅俊

前作に登場した河野の大学の後輩（第14話で再会）であり、彼の後任扱いで赴任。担当教科は英語で3年D組担任・ラグビー部の顧問の他、学生寮入居者の指導等を担当。正義感が強く熱血漢。爬虫類が苦手。出生直後に母親を（自身の誕生日が母親の命日となっている）、少年期に父親を亡くした事に加え、妹とは音信不通状態。
- 杉田陽子：島田陽子

杉田校長の縁故で赴任。沖田から口論の末に「タンチョウヅル」というあだ名をつけられたりもしたが､亡母への思いを打ち明けられた頃から意識しあうようになり、最終回で交際を開始。担当教科は英語。他に風紀委員を引き受けている事もあり、教師としてのあり方に悩んだ時には生徒に対して厳格に接した事がある。生徒からは「陽子先生」と呼ばれている。
- 江川俊介：穂積隆信

教頭。前作に引き続きの登場。校長への昇進を目指していることもあり、世間体を気にして生徒達に辛辣な態度で接したり、沖田に対して批判的な言動が多く見られたが、最終回で彼らに対して心からの理解を示す。前作で山本と交流を持った娘、清子は東京の大学に進学し家を出た為に､一軒家で妻と2人暮らし（妻役が、東郷晴子から瞳麗子に変更されている）。
- 塚本信二：柳生博

前作に引き続き登場。担当教科は社会科。出世を希望していることもあり、近所のお寺に合宿にやって来たラグビー部員に嫌がらせをする等、生徒に対して厳しい態度の反面、教頭などに対しては迎合・ごますりなどが多いが、妹に対して愛情深く接する面なども描かれている。最終回で教頭と共にラグビー部の練習・応援に参加したことで心境に変化が現れる。
- 杉田良策：有島一郎

校長。太陽学園の創始者でもあり、入学試験なしの制度を貫いている。前作に引き続き登場。時折、周囲に対して手厳しい指摘をおこなう場面もみられるが、基本的には温厚な性格で皆の理解者となる。陽子の叔父に当たる。最終回で退任を決意。
- 中岡大介：草薙幸二郎

担当教科は国語（科目は古典）。既婚者。普段は穏やかな性格だが、夏休み中に生徒への補習授業の為に子供との約束を守れず、家庭不和へと発展したことがある。喫煙者で良く沖田にタバコを貰っている。それゆえ生徒からの綽名は「ケムリ（煙）」。
- 美山：日色ともゑ

担当教科は理科（科目は化学）。生徒から「チンコロメガネ」と呼ばれており、試験問題が難しすぎると不満を抱かれた事がある。卒業生である坂口の兄、信夫（木下清）から、受験失敗に関して逆恨みされる（同時期にお見合いを自ら断っている）。星山学院へ移ろうとするも、面接で貶められたとし立腹。独身。

### 太陽学園高校　学校関係者
- 後藤梅子：菅井きん

前作に引き続き登場。学生寮のまかない・清掃などを担当。やや口が悪いが、さっぱりした気性で面倒見が良い。白川勘太郎に友好的な感情を抱く。
- 瀬川妙子:増田佳子

校内で医務などを担当するが、運動部の生徒の手当を優先し、空気が読めなくなってしまう事を理由に、教頭から結婚退職に持ち込まれそうになる。沖田に気のあるような素振りで、ラグビー部のマネージャーを志願するが、同時期に幼なじみ（樋浦勉）から告白されていた事もあり騒動が発生。過去に数回、お見合いに失敗している。あだ名は「救急車」（前作に登場した医務担当者、瀬川陽子とは別役）。第20話に登場。
- 片山基彦:宮本和男

教頭の紹介でやって来た実習生で、実習期間中は寮に宿泊していた。高校生の頃、ラグビー部に所属しており、強豪校としてインターハイ出場を果たしているが、のちの大学受験失敗をラグビー部の顧問に責任転嫁。当時と似た状況を持つ沖田と生徒達を目の敵にし、実習の放棄を始めとする挑発と嫌がらせを展開。教頭と後藤からそれぞれ注意を受けるが、憎悪をエスカレートさせた挙げ句に星山学園との試合を中止寸前に追い込んでしまうが、のちに改心をする。第21話に登場。

### 太陽学園高校　生徒
- 山本大作:保積ぺぺ

前作に引き続き､生徒役で登場（2回留年・3回目の3年生という設定）。ラグビー部内での乱闘事件の首謀者とみなされ、退学直前になったことがある。途中で再会した元の同級生らにコンプレックスを抱いていた。岸本への片想いが秋本とのトラブルに発展したり、母に対して「暴力的だ」と不満を抱き、学生寮へやって来て愚痴っていたところを沖田に叱責された事もある。
- 神野吾郎：千葉裕

ラグビー部設置と同時期に星山学院から転入。白川らの陰謀でラグビー部を壊滅させようとする等、やや性格の悪さが見られたこともあるが、次第に周囲に打ち解けてゆく。学費の仕送りをしていた兄の治男（柴田昌宏）が、ギャンブルにのめり込み、働かなくなってしまった事から試合直前に高校中退を決意するが・・
- 水野茂樹：清水昭博

父と死別後、高校入学・学生寮入居まで母とふたり暮らしだった事もあり、母への愛着が強い。甘えん坊で女々しい面・母の再婚話への戸惑いなどを周囲から叱られたことがあるが、実は高木に好意を抱いており、彼女の前で意外な面を見せている。
- 木村慎一：宇佐美豊

優等生だが、秋本に成績で負けた事にショックを受け不登校直前になり、沖田を退職直前に追い込んだり、ラグビー部内のトラブルなどを引き起こしている。
- 坂口利一：佐藤晴通

幼なじみの神野が転入して来た事を喜ぶが、彼から体力のなさを理由にメンバーから外されかかりショックを受ける。兄の事で美山を嫌っていた。
- 滝井政行：小原秀明

第12話で転入。転校直後、亡くなった母のお墓を建てる資金調達の為にと、生徒相手に宿題代行・高利貸しまがいの行為などをおこない、沖田に叱られる。のちに改心をし溶け込んでゆく。陽子に恋心を抱き、手を握りたいと沖田を通して懇願した。
- 細井太郎：堤昭夫

小柄で眼鏡を掛けている。ラグビー部の中で最も足が遅いこともあり、密かにトレーニングをしていた。得意科目は歴史だが、偶然の出来事から試験での不正を疑われてしまう。
- 白川梨絵：大原福美

高校進学と同時に入寮。父から学校へ多額の寄付があり、特別扱いを受けている様子で、女生徒の中ではボス恪的存在となる。我が儘で見栄っ張りな面があり、土地成金の父を軽蔑し「実家は田舎の名家」と嘘をついてしまっていた他、偽の失踪騒動、気にくわない人物への挑発行為など、問題行動が多く見られる。
- 相沢早苗：高尾礼子

沖田に恋愛感情を抱き、彼の恋人だった紀子と対決。他校の柔道部員の生徒に待ち伏せされ、つきまとわれた事がある。
- 秋本優子：山口紀子

成績上位の優等生。1学期の中間試験の成績がダウンしたのは、バレーにのめり込んだからだと思い込み、退部。同時期、山本から手紙を受け取り、周囲に見せたりしていたが人違いだったと知って激怒。言いがかりをつけるが､謝罪として吊り橋から飛び降りた彼を見て心境が変化。バレー部に戻りたいと申し出る。成績に関して木村と張り合うことが多い。
- 高木竹子：岡田まゆみ

ソフトボール部でピッチャーをしており、水野を男らしくする計画に荷担。彼にピッチングを施したり、一緒にお化け屋敷に入った。
- 宮坂千春：関谷益美（関谷ますみ）

応援団の団長を引き受ける。
- 田所悦子：樋口憲子（樋口のり子）
- 原田弥生：橋本裕子

赴任当初、周囲から反発されていた沖田に対して唯一の理解者だった。小柄な体格。
- 寺崎弘美：府川房代
- 岸本明美：大山いづみ

秋本と一緒にバレー部に入っている。
- 天地美保：苅野伊都子
- 栗原ひとみ：伊藤よし子
- 風間みどり:竹下景子

3年生。父が町の有力者ということから特別扱いを受け、校則違反などを見逃されていた。立腹した女子生徒達から無視されたり、星山学院ラグビー部員の大崎から片想いされたことなどをきっかけに心境が変化。髪を切り、規則を守るようになる。第18話に登場。
- 里見雄一郞:谷岡行二

太陽学園の3年生。部費の事で困っていたラグビー部に手をさしのべる。スポーツ万能でマスコミなどに登場する為、スター的扱いを受けているが、体裁を気にする面・成績の水増しなどの不正行為の要求などが発覚。沖田に罵倒される。第8話に登場。

### 地域住民・保護者・卒業生など
- 名和半次郎：名古屋章

前作に引き続きの登場。学校付近の商店街で「らくだいラーメン店」という名のラーメン屋を経営。最終回で試合の応援に駆け付けている。
- 森下真樹：青木英美

前作の卒業生。卒業後は名和の店で働いている。担任だった河野のファンだったが、結婚を知りショックを受け、店にやって来た彼を邪険に扱う。同時に沖田に対して、たびたび接近を試みるようになる。
- 木次祐一:沖正夫

前作の卒業生。同級生だった旗野と交際。両親から反対されていたが、山本の説得で結婚にこぎつける。14話目に登場。
- 旗野ふみ子:降旗文子

前作の卒業生。木次と結婚。第14話に登場。
- 片桐次郎:剛達人

前作の卒業生。第14話に登場。
- 柴田良吉:頭師佳孝

前作の卒業生。第14話に登場。
- 駅前のまんじゅう屋:佐山俊二

沖田から商売の仕方が卑怯だと抗議を受け、論破される。第11話に登場。
- 山本豊子:塩沢とき

大作の母（前作にも登場）。家は商店街内の「鶴亀堂」という和菓子屋。自身の息子のみならず、母の再婚を嫌がる水野に対しても容赦なく体罰を食らわすが、本心は心優しい性格。皆と一緒に洗濯大会を開催したり、沖田の誕生日を知って、プレゼントを届ける。第19話に登場。
- 水野光子:吉行和子

水野の母。工場で働きながら女手ひとつで息子を育てて来た。息子に再婚を反対された事で悩み、沖田の元を訪れる。37歳。第19話に登場。
- 白川勘太郎:下川辰平

田舎で農業を経営。純朴な性格だが、妻の死に立ち会えなかった等、娘に対して負い目などもあり、我が儘を許してしまっていた。教頭から招待を受け、学校を訪れた際に娘から使用人扱いを受けても、にこやかに接していたが、あまりの身勝手さと自分を見下した態度に立腹し叱り飛ばす。第9話に登場。
- 宮坂玄造:田崎潤

千春の父。

### その他
- 河野武:村野武範

第14話に登場。諸事情から学校を去り、同時に同僚だった本倉明子（酒井和歌子）と結婚。卒業生同士の結婚式を教室でおこなうとして呼ばれて来るが、山本の心境などを理由に沖田と口論になる。前作の主人公。
- 紀子:高橋洋子

沖田とは、かつて恋人同士だった。彼の元を訪れるが状況の変化などを知って自ら別れを決意。列車で旅立とうとしたところを沖田に見送られる。
- 塚本の妹:土田早苗

医師。地元での開業を目指して兄から土地を買い与えられていたが、同業者との結婚・東南アジアへの渡航を希望。兄に相談にやって来る。悩んでいたところを沖田に励まされ決意をする。
- 星山学院の英語教師:浜畑賢吉

沖田を通して、陽子に交際を申し込むが、短期間で振られてしまう。出身大学は東京大学。
- ナレーション（次回予告。山田は第8話の分まで担当）：山田康雄ほか

## スタッフ
- 監修 - 千葉泰樹
- プロデューサー - 岡田晋吉、中村良男（日本テレビ）、黒田正司（東宝）
- 音楽 - いずみたく
- 撮影 - 宇野晋作
- 編集- 大高勲
- 制作担当 - 高木正幸

## 放映リスト
| 放送日        | 各話 | サブタイトル                     | 脚本              | 監督       | ゲスト                                                   |
| ------------- | ---- | -------------------------------- | ----------------- | ---------- | -------------------------------------------------------- |
| 1974年4月7日  | 1    | 学校より大事なこともある!!       | 鎌田敏夫          | 高瀬昌弘   |                                                          |
| 1974年4月14日 | 2    | 先生を信じる奴はバカだ!!         | 鎌田敏夫          | 高瀬昌弘   |                                                          |
| 1974年4月21日 | 3    | 男には女心はわからない!          | 上條逸雄          | 土屋統吾郎 | 田崎潤                                                   |
| 1974年4月28日 | 4    | 許してほしいオレも青春!!         | 鎌田敏夫          | 土屋統吾郎 | 高橋洋子                                                 |
| 1974年5月5日  | 5    | 減点なんかクソくらえ!!           | 桜井康裕 高瀬昌弘 | 高瀬昌弘   |                                                          |
| 1974年5月12日 | 6    | 誰かが私を愛してる!?             | 鎌田敏夫          | 高瀬昌弘   |                                                          |
| 1974年5月19日 | 7    | 涙は心の汗だ!                    | 上條逸雄          | 土屋統吾郎 | 谷岡行二                                                 |
| 1974年5月26日 | 8    | グッド・ファーザー!!             | 上條逸雄          | 土屋統吾郎 | 下川辰平                                                 |
| 1974年6月2日  | 9    | オレはお嬢さんなんかじゃないぞ!! | 鎌田敏夫          | 高瀬昌弘   |                                                          |
| 1974年6月9日  | 10   | 宿題なんかヤルもんか!!           | 桜井康裕 高瀬昌弘 | 高瀬昌弘   | 山本紀彦 木下清                                          |
| 1974年6月16日 | 11   | やればやれるさこれが青春!        | 上條逸雄          | 土屋統吾郎 | 佐山俊二                                                 |
| 1974年6月23日 | 12   | オレは昔のオレじゃない!!         | 鎌田敏夫          | 土屋統吾郎 |                                                          |
| 1974年6月30日 | 13   | ひとりだけでは生きられない       | 上條逸雄          | 高瀬昌弘   | 土田早苗 柳谷寛                                          |
| 1974年7月7日  | 14   | われら同級生!                    | 鎌田敏夫          | 高瀬昌弘   | 村野武範 頭師佳孝 剛達人 沖正夫 降旗文子 大塚道子 武内亨 |
| 1974年7月14日 | 15   | 先生の手が握りたい!!             | 鎌田敏夫          | 土屋統吾郎 | 浜畑賢吉                                                 |
| 1974年7月28日 | 16   | さあガンバロウ夏休み!            | 上條逸雄          | 土屋統吾郎 | 八木昌子 柿崎澄子                                        |
| 1974年8月4日  | 17   | 十六人のラグビー部               | 桜井康裕          | 高瀬昌弘   | 柴田昌宏                                                 |
| 1974年8月25日 | 18   | 男のガッツと女のハート           | 須崎勝弥          | 高瀬昌弘   | 竹下景子                                                 |
| 1974年9月1日  | 19   | おふくろさん                     | 桜井康裕          | 高瀬昌弘   | 吉行和子 塩沢とき 瞳麗子 槐柳二                          |
| 1974年9月15日 | 20   | 心の出来は最高さ!                | 上條逸雄          | 高瀬昌弘   | 増田佳子 樋浦勉 石井富子                                 |
| 1974年9月22日 | 21   | 君もまた青春のときにいる!        | 上條逸雄          | 土屋統吾郎 | 宮本和男                                                 |
| 1974年9月29日 | 22   | みんな友達オレたち青春!!         | 鎌田敏夫          | 土屋統吾郎 |                                                          |

## 主題歌・挿入歌
オープニングテーマ
- 「帰らざる日のために」

作詞：山川啓介　作曲：いずみたく　編曲：森岡賢一郎
歌：いずみたくシンガーズ
レコード発売：ワーナー・パイオニア L-1184W
※「帰らざる日のために」は、キャンディーズがアルバム『なみだの季節』（1974年）の中でカバーしたほか、2010年にはアニメ『そらのおとしものf』第7話のエンディングテーマとして出演声優陣がカバーしており、その一方で合唱曲としても長く親しまれている。
挿入歌
- 中村雅俊「ふれあい」「青春貴族」（2曲ともに第13話で初めてオンエアされ、その後数回にわたって使用された）

ジャケットの写真はこのドラマの撮影風景が使用されている。TVの歌番組の出演や、キャンペーンの活動もないまま、第13話オンエア翌日の7月1日に発売。8月には売れ行きに火がつき、大ヒット曲となった。
- いずみたくシンガーズ「青春の0（ゼロ）番地」（シングル「帰らざる日のために」B面。第8話で使用）
- この他、『青春とはなんだ』以来の挿入歌である「貴様と俺」が応援歌として使用された。

## ロケ地
- 日本大学明誠高等学校
- JR上野原駅（太陽学園最寄り駅「東山駅」として使用）、四方津駅（第1話のラグビーボールを投げあうシーンで使用）
- 下田市・爪木埼
- 出光総合グランド（横浜市都筑区、現存しない。ラグビーの試合の撮影で使用）

## DVD
- 映像特典を含めた全6巻のDVD-BOXが、バップより2004年6月に発売された。なお、セリフのうち沖田俊のアダ名「バカチョン」については一部音声が消されている。
- ブルーレイディスク単品全3巻が、バップより2009年12月に発売された。マスターはDVDと同じものを使用している。